# David Axelrod
David Axelrod (Los Angeles, 17 aprile 1933 – Burbank, 5 febbraio 2017) è stato un compositore e produttore discografico statunitense.

## Discografia

### Album in studio
- 1968 – Song of Innocence
- 1969 – Songs of Experience
- 1970 – Earth Rot
- 1971 – Rock Messiah
- 1972 – The Auction
- 1974 – Heavy Axe
- 1975 – Seriously Deep
- 1977 – Strange Ladies
- 1980 – Marchin'
- 1993 – Requiem: The Holocaust
- 1995 – The Big Country
- 2001 – David Axelrod

### Album dal vivo
- 2004 – Live at Royal Festival Hall